# ملعب هونغكو لكرة القدم

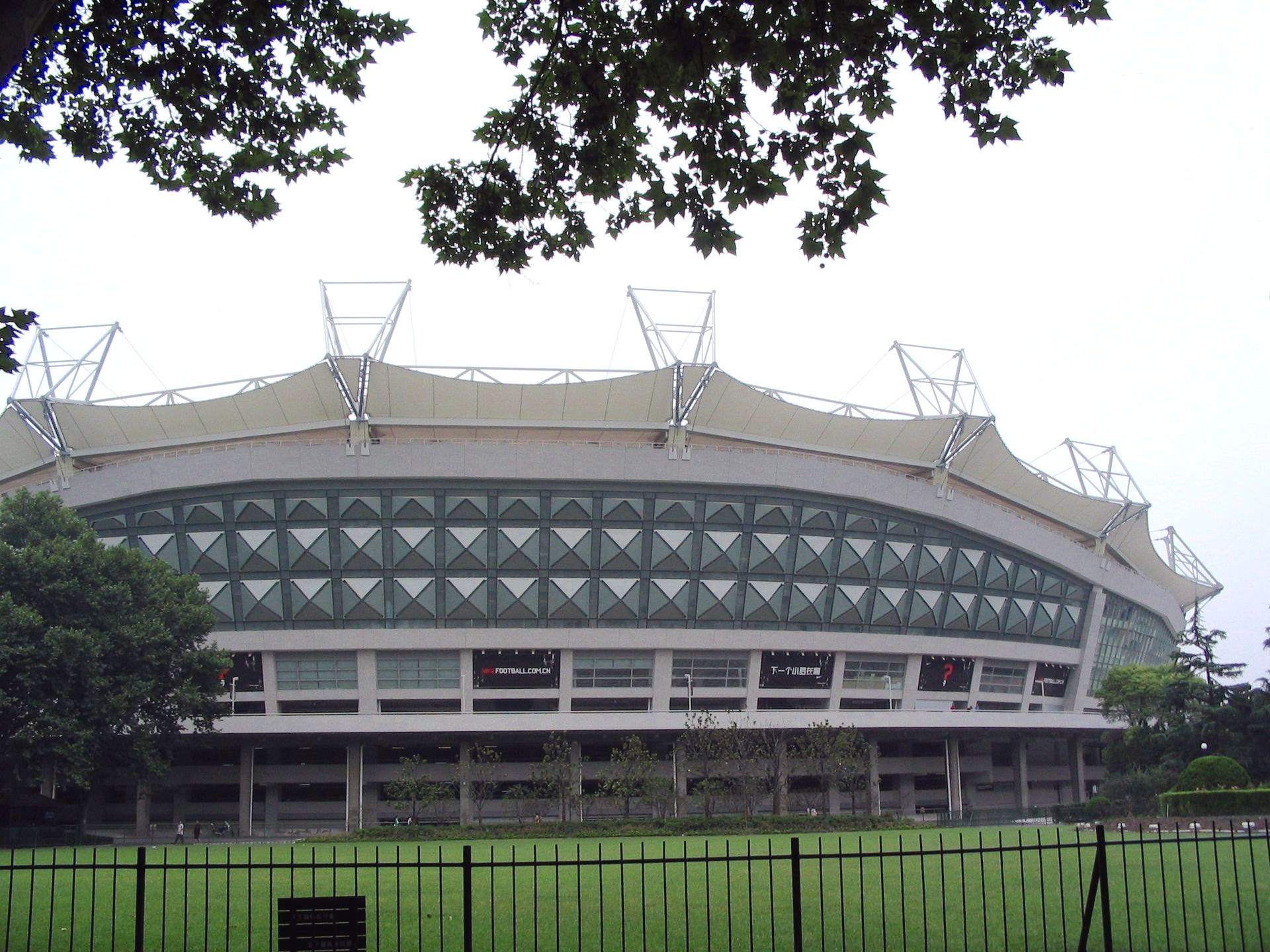

ملعب هونغكو لكرة القدم هو ملعب كرة قدم يقع في مدينة شانغهاي الصينية. يسع الملعب لجلوس 33,060 متفرج. يعتبر الملعب الرسمي الذي يخوض فيه نادي شنغهاي شينهوا مبارياته. تم افتتاحه في 14 مارس 1999.